# 2 frimaire
2 brumaire 2 nivôse
Le duodi 2 frimaire, officiellement dénommé jour du turneps, est le 62e jour de l'année du calendrier républicain.
C'était généralement le 22e jour du mois de novembre dans le calendrier grégorien.